# Archidiecezja Florencia
Archidiecezja Florencia (łac. Dioecesis Florentiae, hisz. Diócesis de Florencia) – rzymskokatolicka archidiecezja w Kolumbii. 

## Historia
8 lutego 1951 roku papież Pius XII bullą Quo efficacius powołał wikariat apostolski Florencia. Dotychczas wierni z tych terenów należeli do wikariatu apostolskiego Caquetá
9 grudnia 1985 decyzją papieża Jana Pawła II wikariat został podniesiony do rangi diecezji. 
13 lipca 2019 papież Franciszek podniósł ją do rangi metropolii.

Mapa diecezji

## Ordynariusze

### Wikariusze apostolscy Florencia
- Antonio Torasso IMC (1950 - 1960)
- Angelo Cuniberti IMC (1961 - 1978)
- José Luis Serna Alzate IMC (1978 - 1985)

### Biskupi Florencia
- José Luis Serna Alzate IMC (1985 - 1989)
- Fabián Marulanda López (1989 - 2002)
- Jorge Alberto Ossa Soto (2003 - 2011)
- Omar de Jesús Mejía Giraldo (2013 - 2019)

### Arcybiskupi metropolici Florencia
- Omar de Jesús Mejía Giraldo (od 2019)